# أبجدية مندائية
الأبجدية المندائية هي الأبجدية المستخدمة للكتابة في اللغة المندائية، والمشتقة أساساً من الأبجدية الآرامية الأم. تتكون الألفباء المندائية من أربعة وعشرين حرفاً. ينظر الصابئة المندائيون إلى حروفهم على أنها سحرية ومقدسة. حيث أن لها تفسيراً باطنياً وهو عرف ديني قديم حيث أن لكل حرف رمز ما لكن مع هذا فلا يوجد اتفاق تام على المعنى الباطني لبعض الحروف.

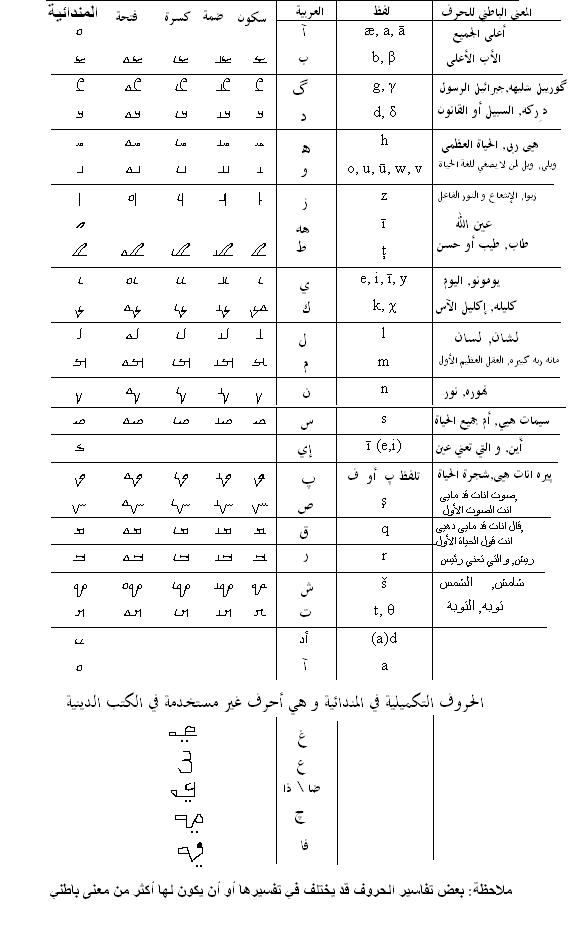
الأبجدية المندائية والمعاني الباطنية التي يعنيها كل حرف حسب المعتقد المندائي

## الأفبائية المندائية في اليونيكود
| 0      | 1 | 2 | 3 | 4 | 5 | 6 | 7 | 8 | 9 | A | B | C | D | E | F |   |
| U+084x | ࡀ | ࡁ | ࡂ | ࡃ | ࡄ | ࡅ | ࡆ | ࡇ | ࡈ | ࡉ | ࡊ | ࡋ | ࡌ | ࡍ | ࡎ | ࡏ |
| U+085x | ࡐ | ࡑ | ࡒ | ࡓ | ࡔ | ࡕ | ࡖ | ࡗ | ࡘ | ࡙  | ࡚  | ࡛  |   |   | ࡞ |   |

## الحروف التكميلية
يذكر أن الحروف التكميلية أدنى القائمة يرجح أنها قد أدخلت في عصور متأخرة حيث أنها غير موجودة في الكتب الدينية، ويقتصر استعمالها على الكتابة لأغراض الحياة اليومية أو في الشروح على الكتب الدينية.